# Bombus mucidus
Bombus mucidus (saknar svenskt namn) är en insekt i överfamiljen bin (Apoidea) och släktet humlor (Bombus) som lever i bergen i Mellan- och Sydeuropa.

## Beskrivning
Huvudet är övervägande svart, mellankroppen svart med ett smalt ljusgrått tvärband framtill, och bakkroppen ljusgrå med tunn svart päls på de två främsta tergiterna. Huvud och tunga är långa. Drottningen blir 18 till 20 mm lång, hanen 13 till 14 mm, och arbetarna 12 till 16 mm.

## Ekologi
Bombus mucidus är en höghöjdsart, som föredrar bergssidor och sluttande bergsängar, gärna i söderläge. Den kommer fram i maj, och nya könsdjur (drottningar och hanar) börjar dyka upp i slutet av augusti. Boet, som rymmer mellan 60 och 80 humlor, förläggs underjordiskt i övergivna smågnagarbon och liknande. Arten är polylektisk, den hämtar nektar och pollen från blommande växter ur många olika familjer. Det exakta urvalet verkar däremot variera något geografiskt. Enligt en fransk undersökning flög arten främst till korgblommiga växter och kransblommiga växter, men även till bland annat ärtväxter, snyltrotsväxter, solvändeväxter och klockväxter. En spansk undersökning anger däremot främst ärtväxter, och därefter kransblommiga växter, snyltrotsväxter, flockblommiga växter och korgblommiga växter.

## Utbredning
Artens utbredning är starkt fragmenterad. Ubredningsområdet omfattar de sydeuropeiska bergen. Arten är indelad i tre underarter (av vilken en, Bombus mucidus pittioniellus, har osäker status):
- Bombus mucidus mollis, som förekommer i Alperna, centrala Apenninerna och bergen i Balkan (Bosnien, Montenegro och Nordmakedonien)
- Bombus mucidus pittioniellus, som också den finns i Montenegro och Nordmakedonien samt
- Bombus mucidus mucidus, som förekommer i centrala Karpaterna.[1]

## Bevarandestatus
På grund av det relativt begränsade och fragmenterade utbredningsområdet är arten rödlistad som nära hotad av Internationella naturvårdsunionen (IUCN). Ett annat, troligt hot är den globala uppvärmningen.